# Чатир-Даг (гірський масив)

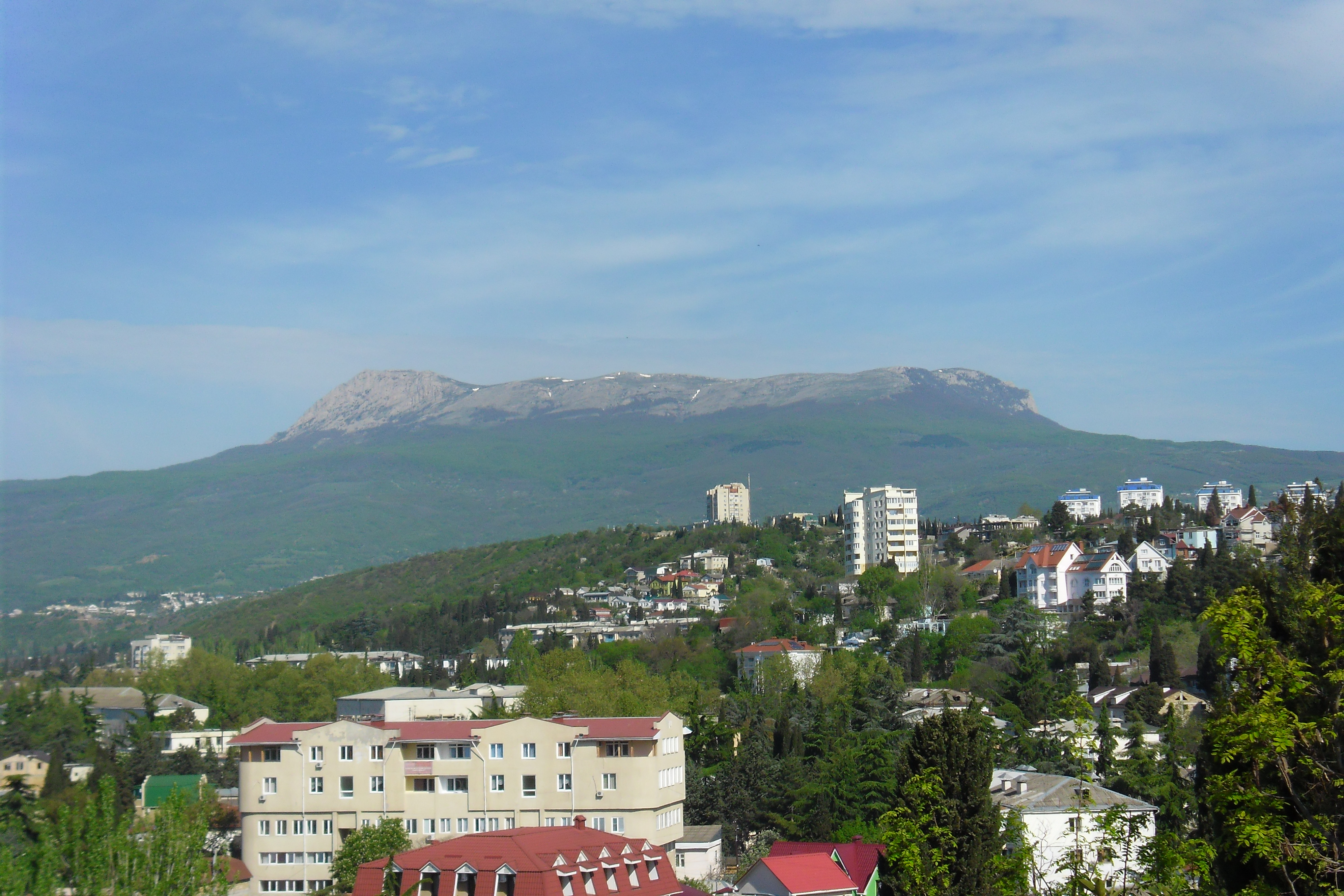
Вид на Чатир-Даг з Алушти. 2015 р.

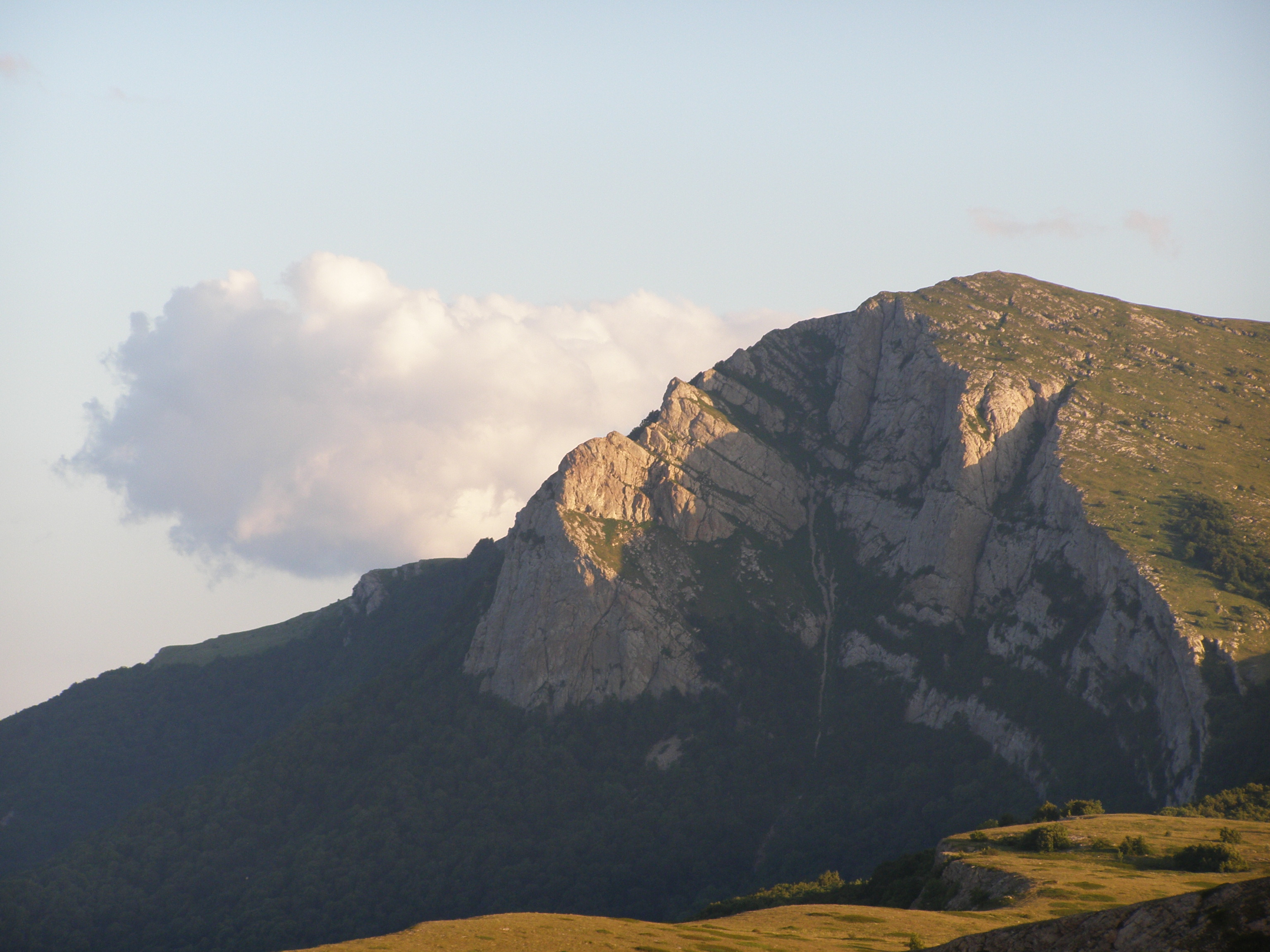
Вид на вершини Чатир-Дагу. Ангар-Бурун.

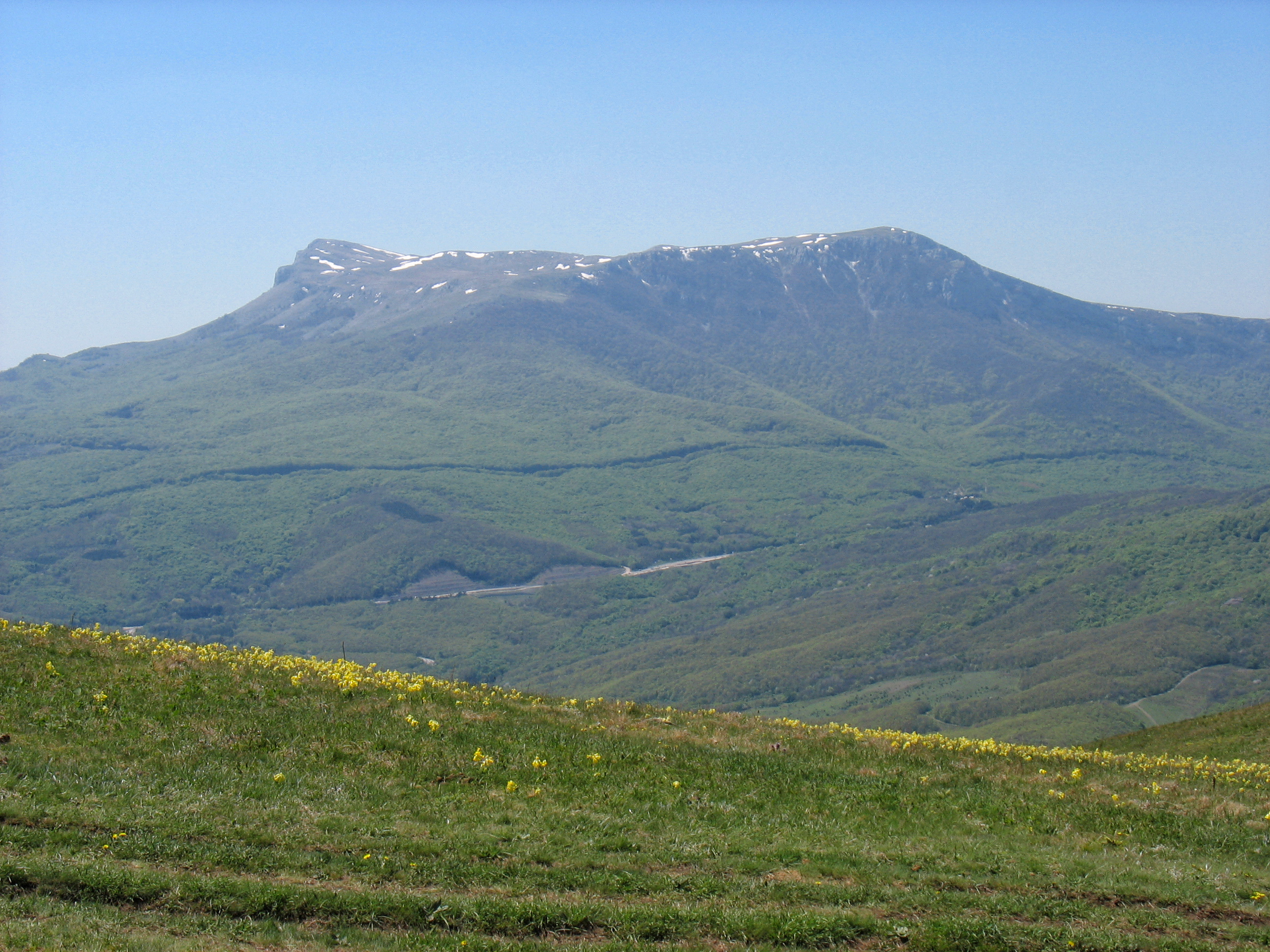
Південні схили Чатирдагу

Ча́тир-Даг (крим. Çatır Dağ, також іноді Чатирда́г) — платоподібний гірський масив у Головній гряді Кримських гір, складений вапняками з типовим карстовим рельєфом. Найвища точка масиву — гора Еклізі-Бурун має висоту 1 527 м — на 18 м нижча за Роман-Кош і п'ята серед гір Криму.

## Загальна характеристика
Розрізняють Верхнє плато і Нижнє плато Чатир-Дагу.
Розрізняють також Чатир-Даг-яйлу та гірський хребет Чатир-Даг.
На верхньому плато розташовано дві вершини: східна — Ангар-Бурун (1453 м) і західна — Еклізі-Бурун (1525 м, за іншими джерелами 1527 м). Довжина плоскогір'я з півночі на південь — 10 км, ширина із заходу на схід — близько 4 км.

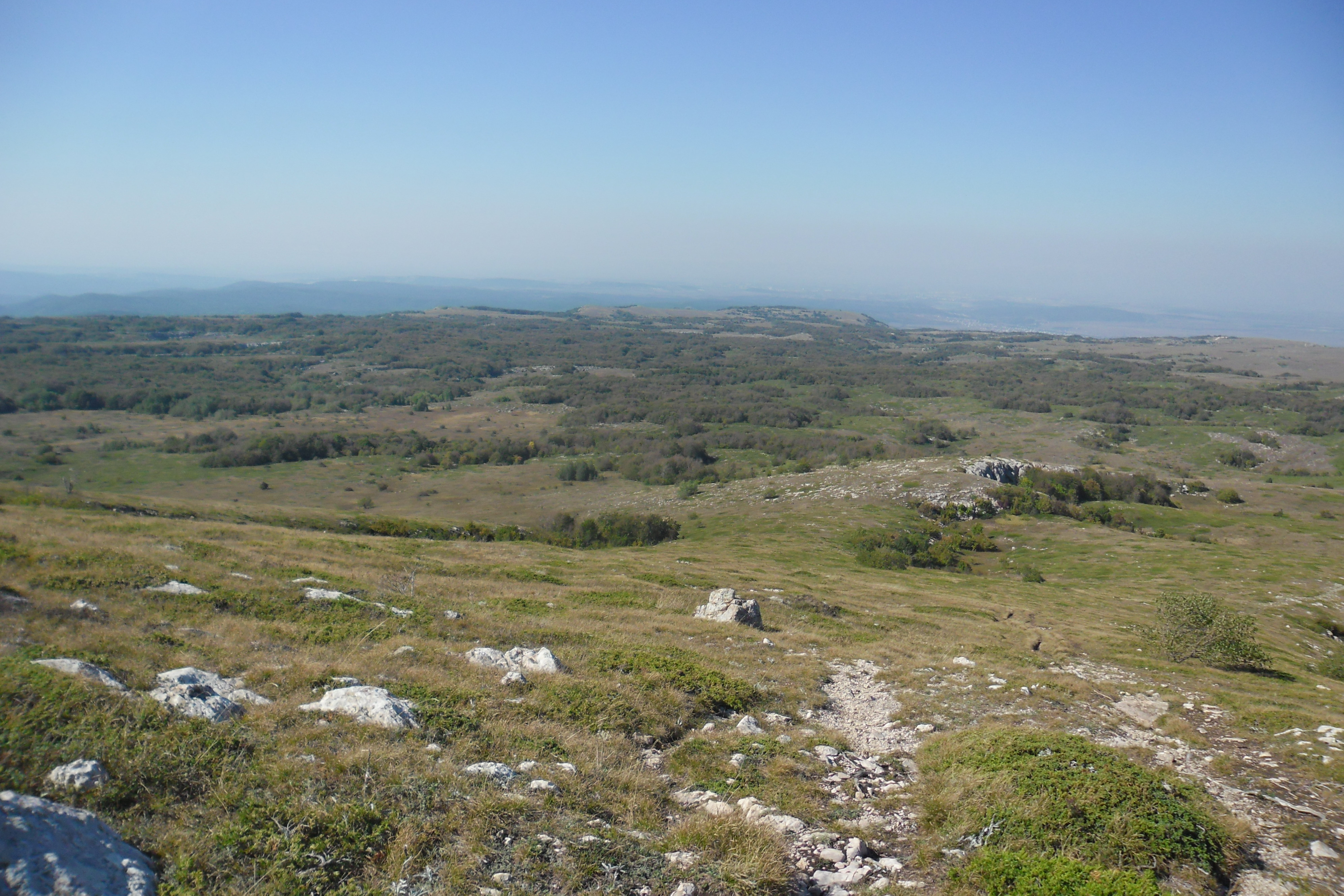
Нижнє плато Чатир-Дага.

Інші гори: Кизил-Кая (738 м), Бал-Кая (802 м), Цукрова Голівка (1053), Казу-Кая (1108).

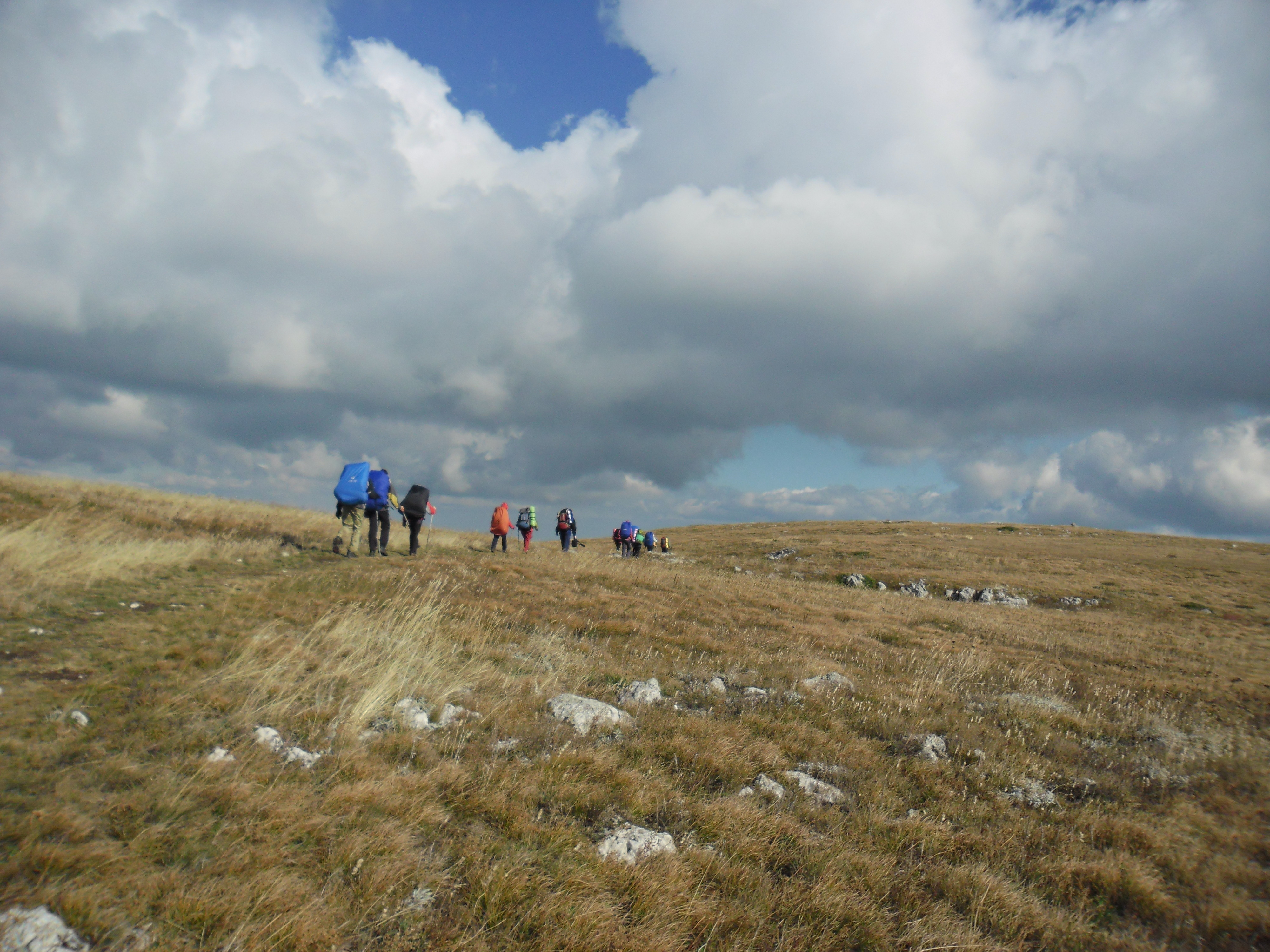
Туристи. Плато Чатир-Даг, Кримські гори. Україна-Крим-2011 р.

З 1980 року частину території Чатир-дагу оголошено заповідним урочищем «Яйла Чатирдага (Палат-Гора)». Рослинність тут дуже багата: на його яйлі росте більш ніж 500 видів рослин, зокрема такі рідкісні, як тис ягідний, троянда Чатир-Дагу, ендемічні жовтеці та інші. За кількістю ендеміків Чатир-Даг утримує першість серед яйл півострова: рослин, що зустрічаються тільки тут, налічується близько 60, 13 із них — реліктові.
Майже вся поверхня яйли всіяна карстовими воронками, що подекуди досягають розміру 250 метрів у діаметрі та 60 м глибини. У карстових порожнинах масиву утворюються своєрідні водозбірники. З них витікає багато десятків джерел, які живлять водами річки рівнинного Криму та Південного берега. Нижнє плато Чатир-Дага займає перше місце за кількістю карстових форм на 1 км² в Криму. На ньому налічується понад 1000 воронок від 5 до 60 м діаметром і глибиною до 60. Саме вони дають початок різноманітним підземним карстовим порожнинам — колодязям, шахтам, печерам. Вхід у печери можна знайти як на дні воронок, так і в скелястих бортах. На цей час на території плато виявлено понад 140 печер. Завдяки цьому Чатир-Даг має велику популярність. На нижньому плато (масив має два плато — верхнє й нижнє) багато дуже цікавих карстових печер із пишними сталактитовими та сталагмітовими прикрасами. Деякі з них, наприклад, печери «Мармурова» та «Еміне-Баїр-Хосар», обладнані для загального відвідування. Відомі також «дикі» печери Суук-Коба і Бінбаш-Коба.

## Назва
З кримськотатарської Çatır Dağ можна перекласти як «Шатро-гора» (çatır — «шатро, намет», dağ — «гора»). Відома також давніша грецька назва «Трапезунт» (від дав.-гр. Τραπεζοῦς ὄρος — «Стольна/Столова гора»).

## Галерея

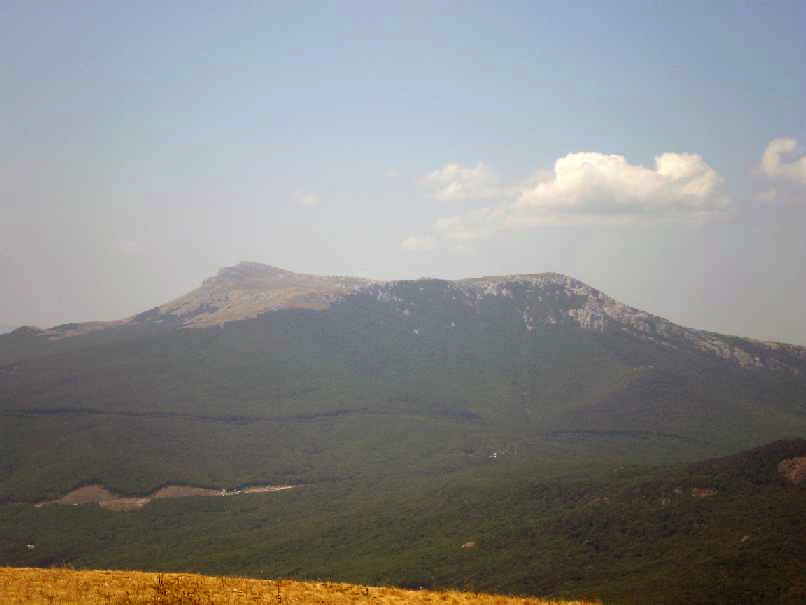
Панорама з гори Демерджі (літо 2006)
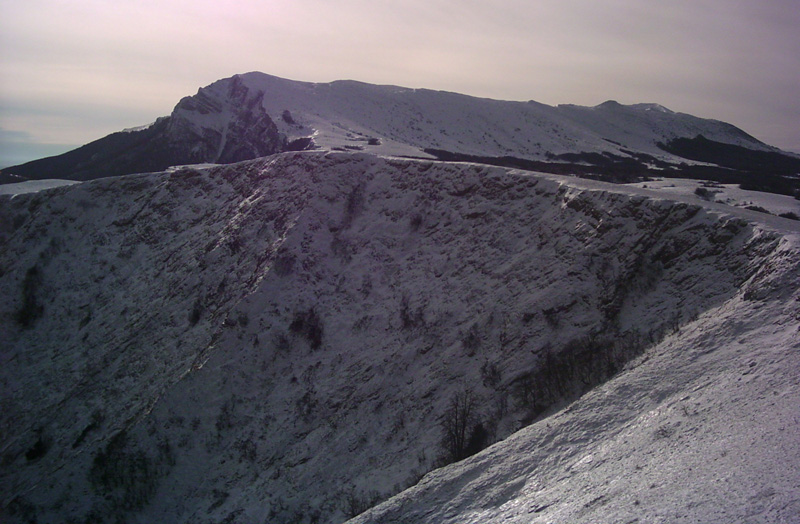
Верхнє плато (зима 2004)
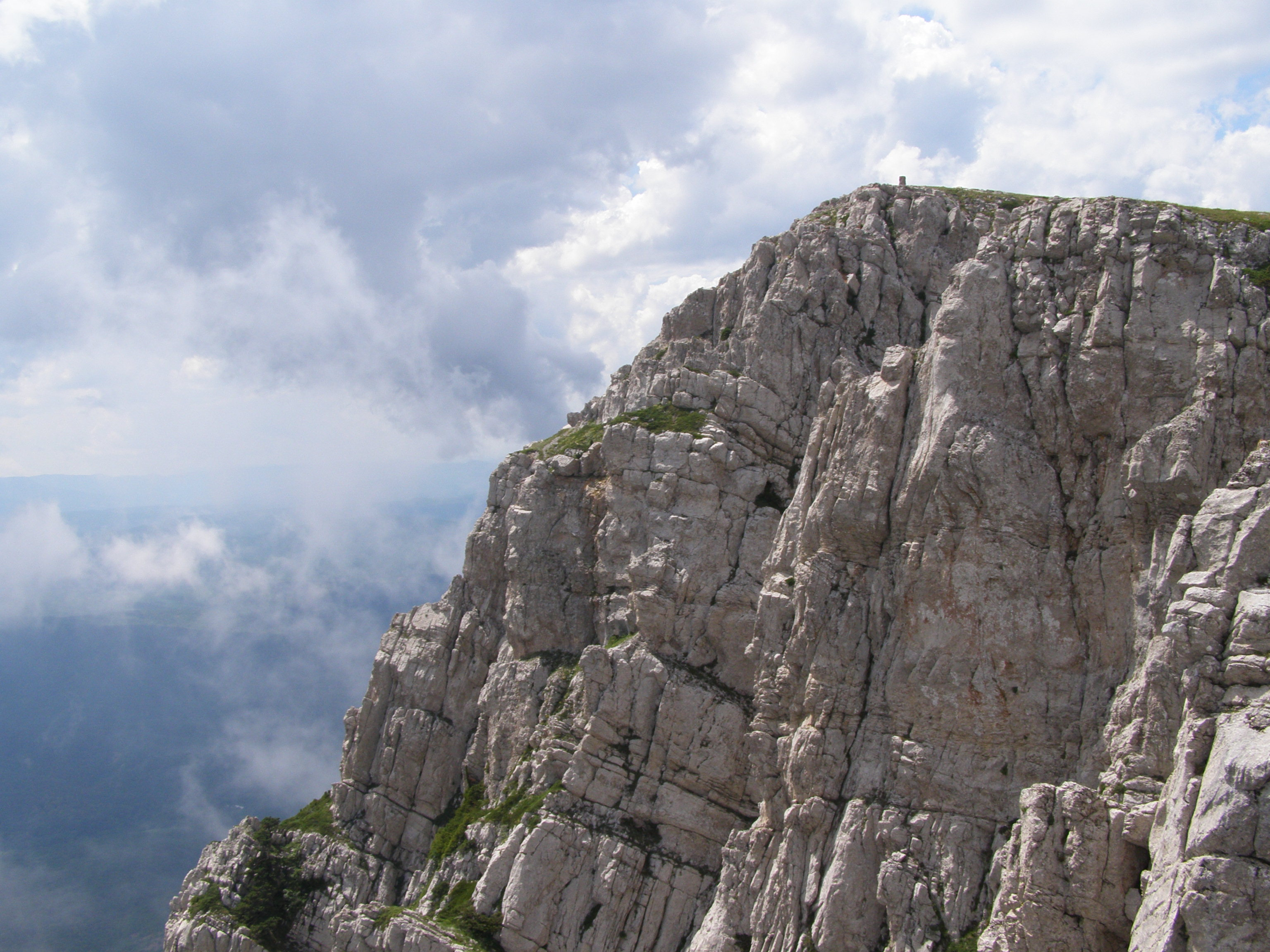
Найвища гора Чатир-Дагу — Еклізі-Бурун
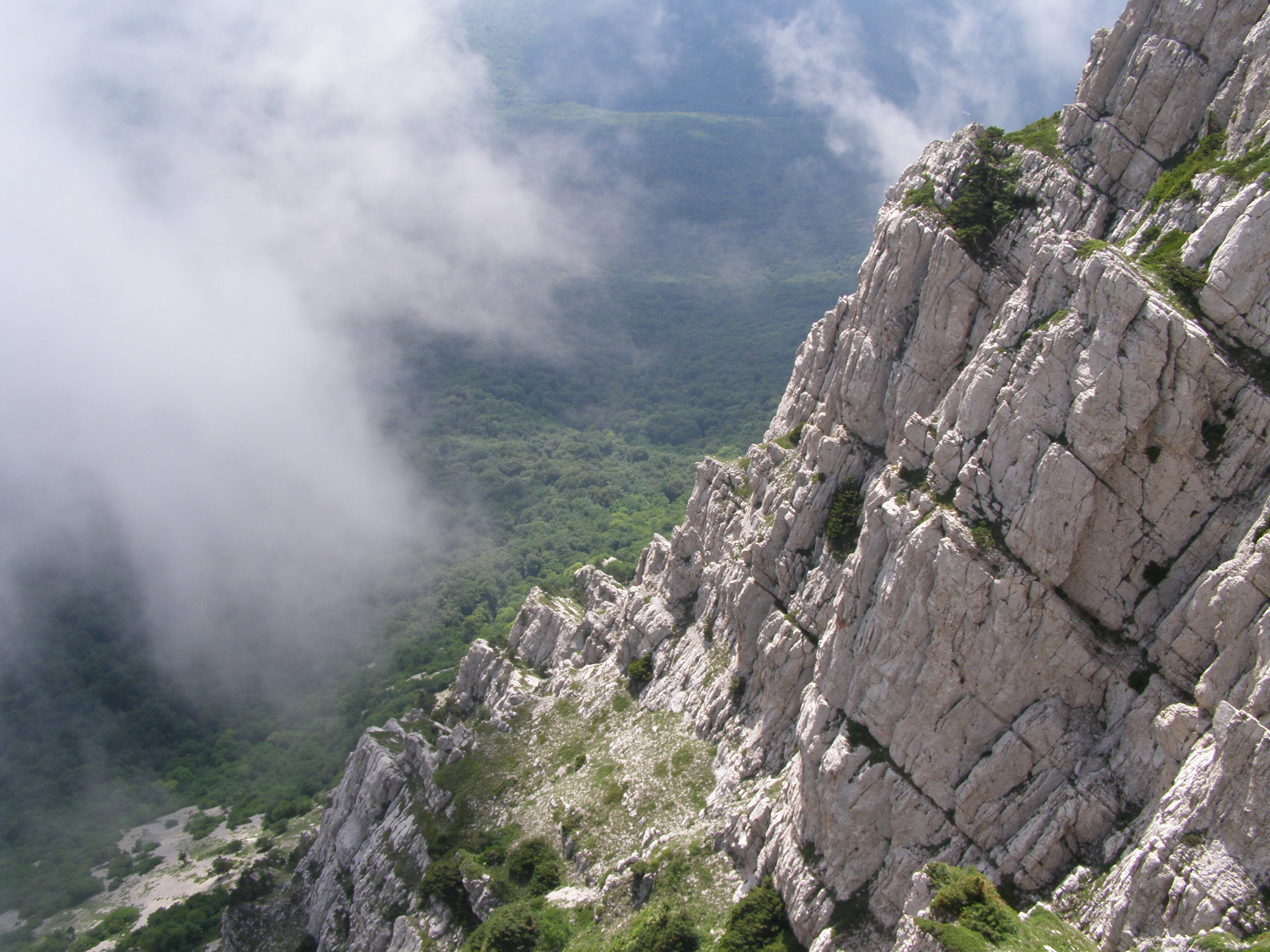
Вид з Еклізі-Бурун
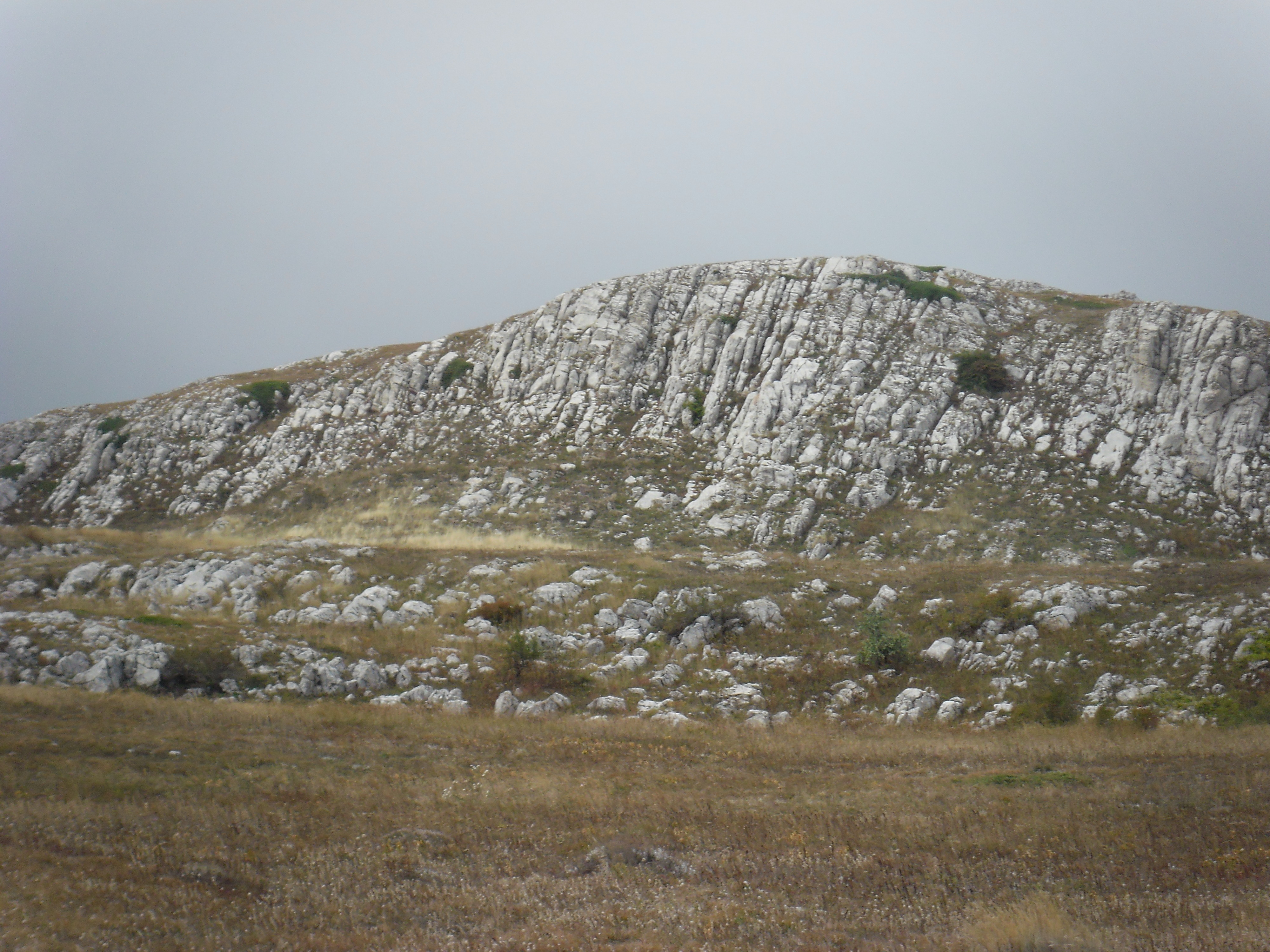
Вершина на Верхньому плато.
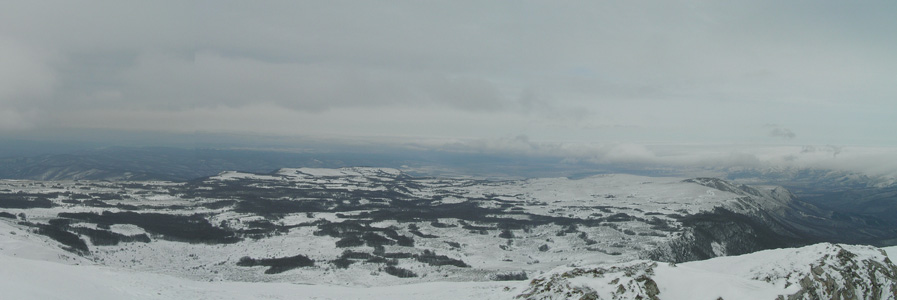
Панорама Нижнього плато.
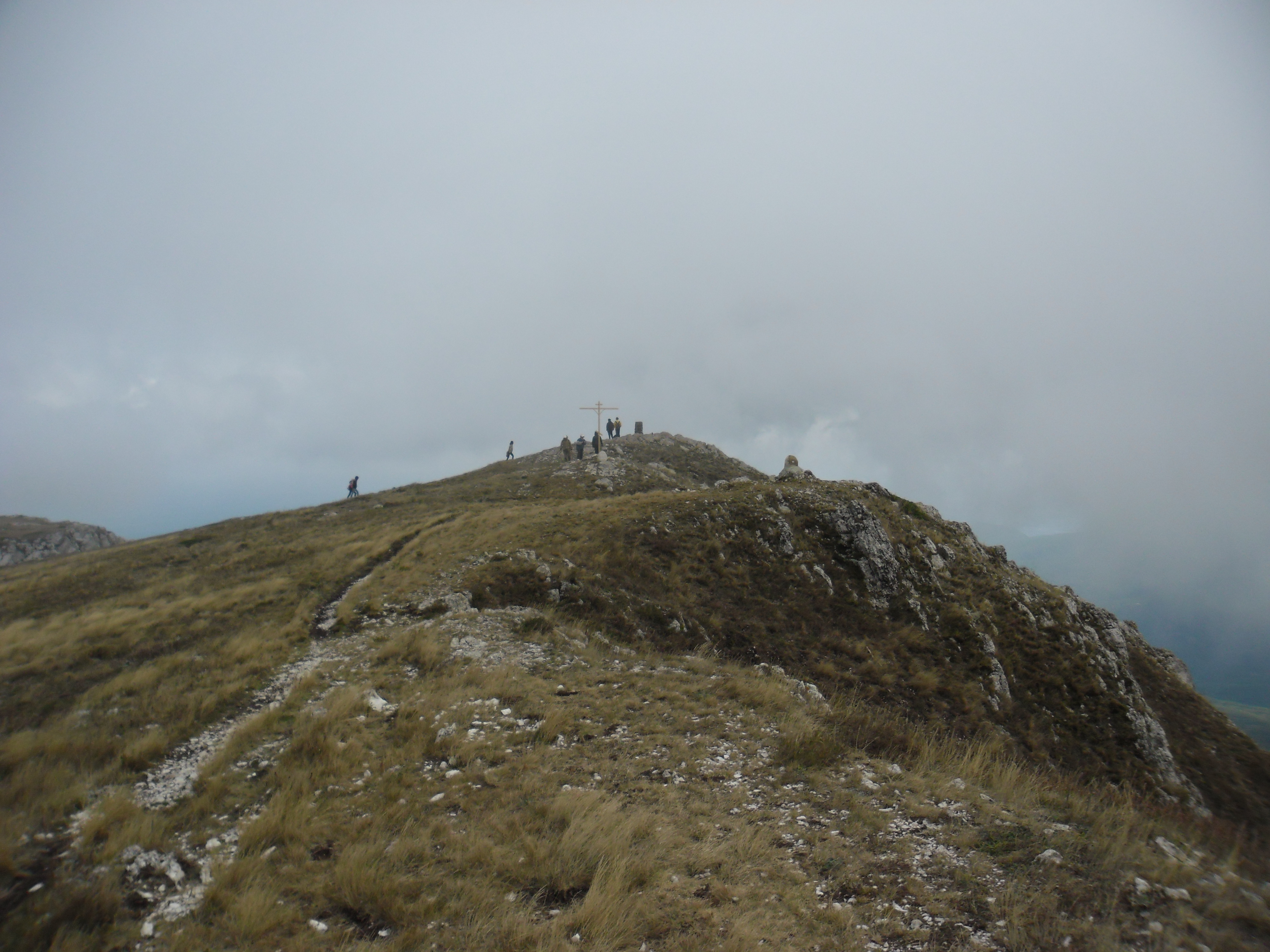
Шлях до вершини Еклізі-Бурун. 2011 р.
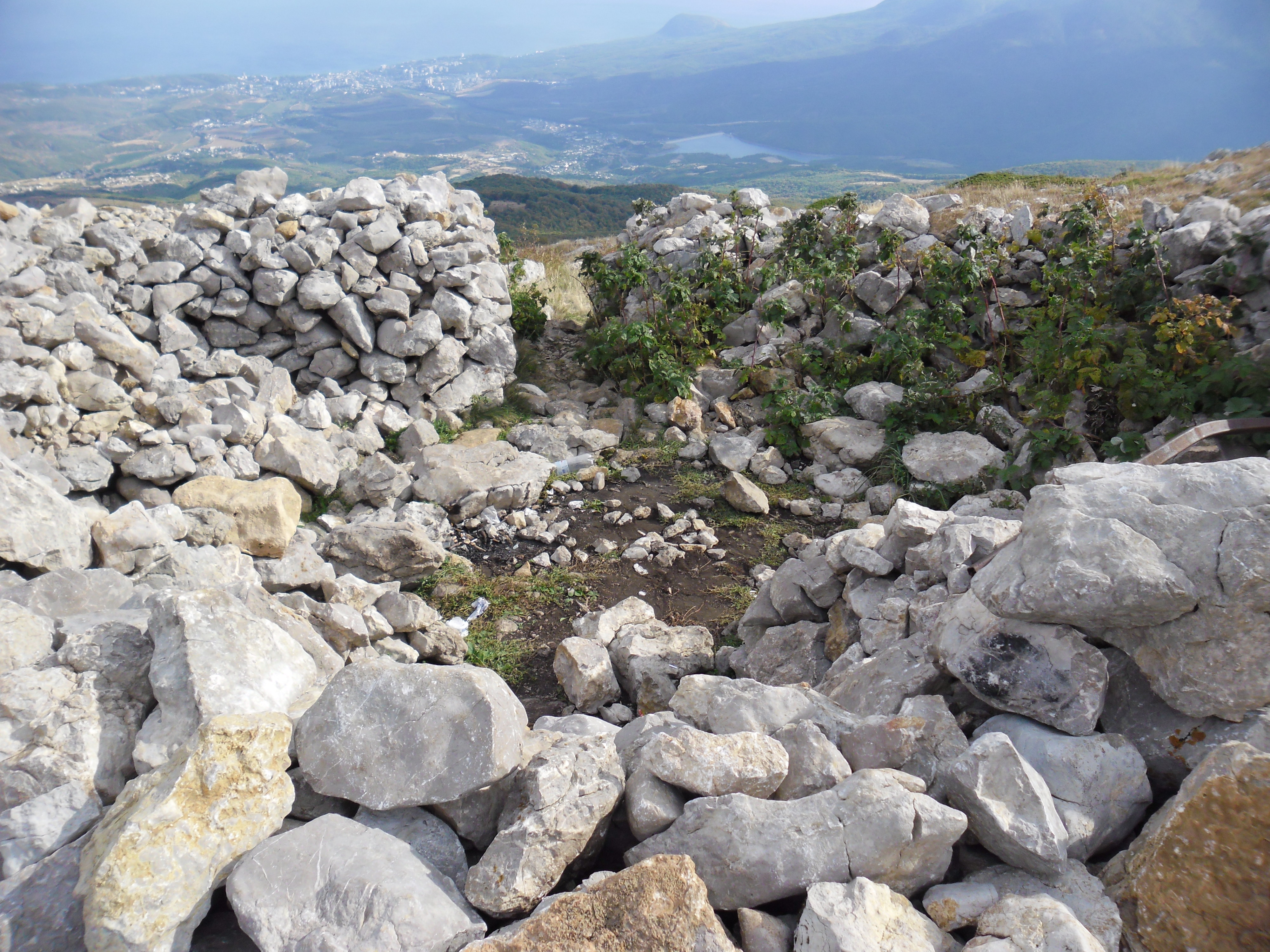
Бівуак, захищений від вітру. Чатир-Даг.
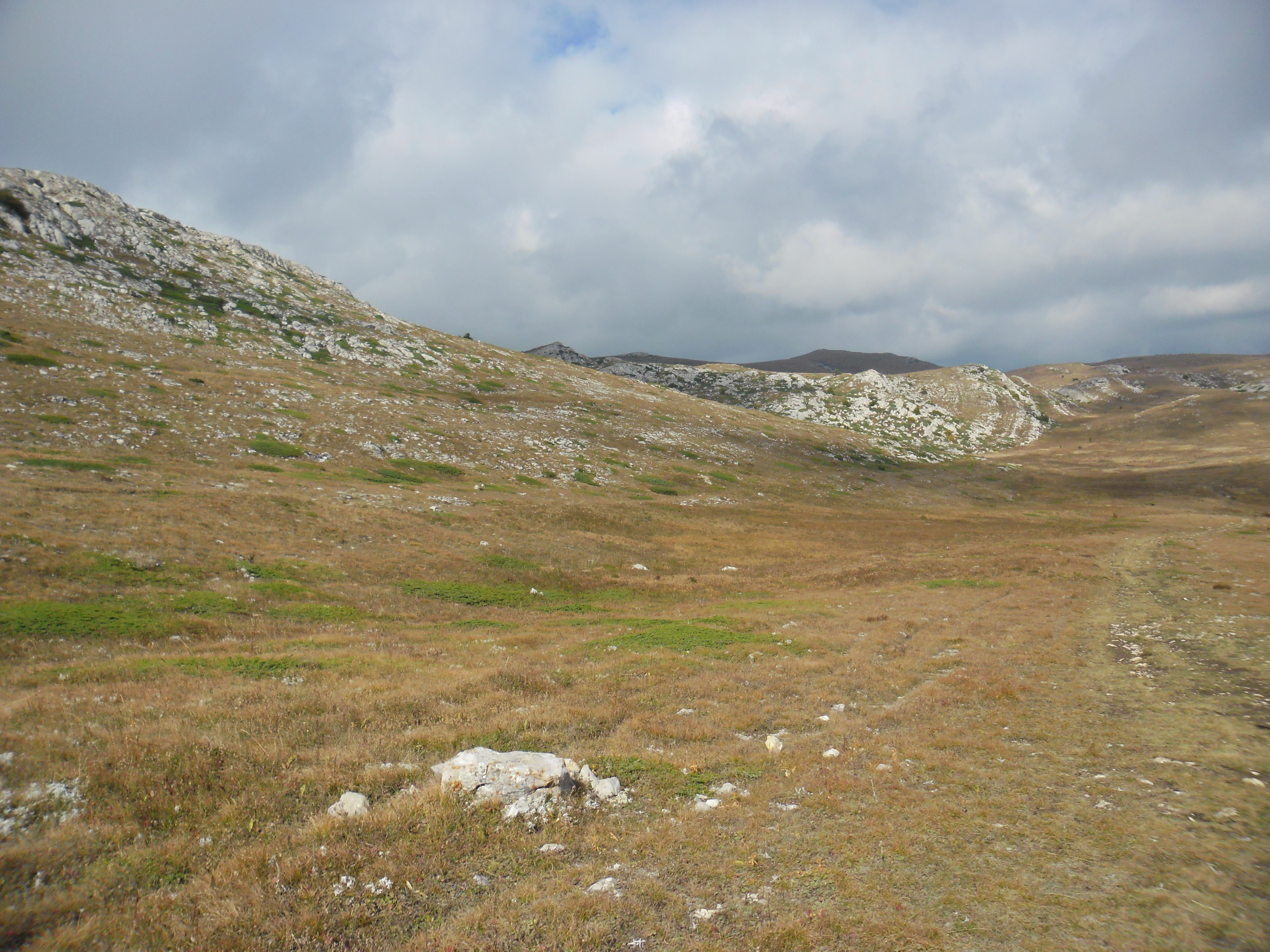
На Верхньому плато.
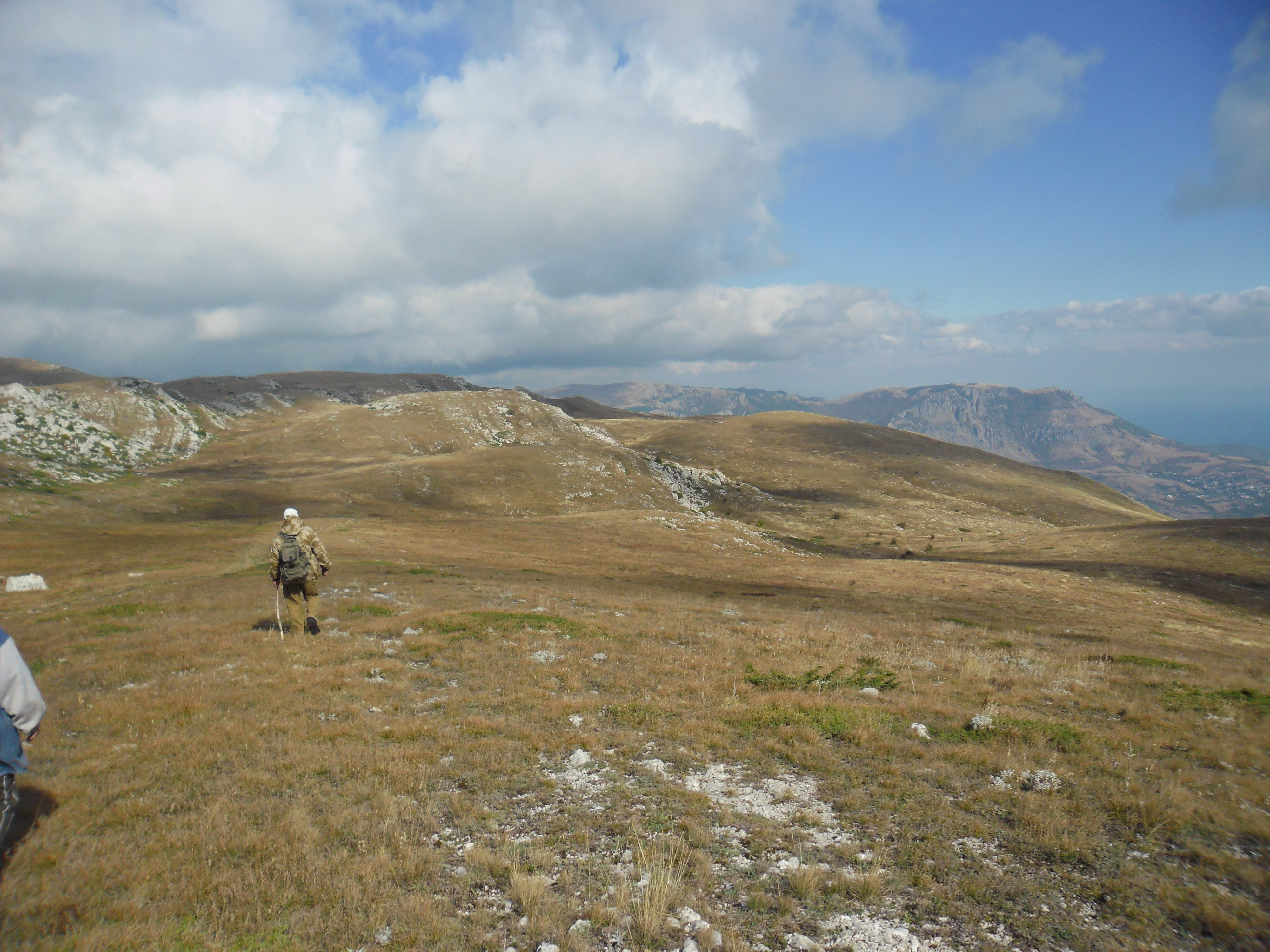
Вид зі схилів Еклізі-Бурун.
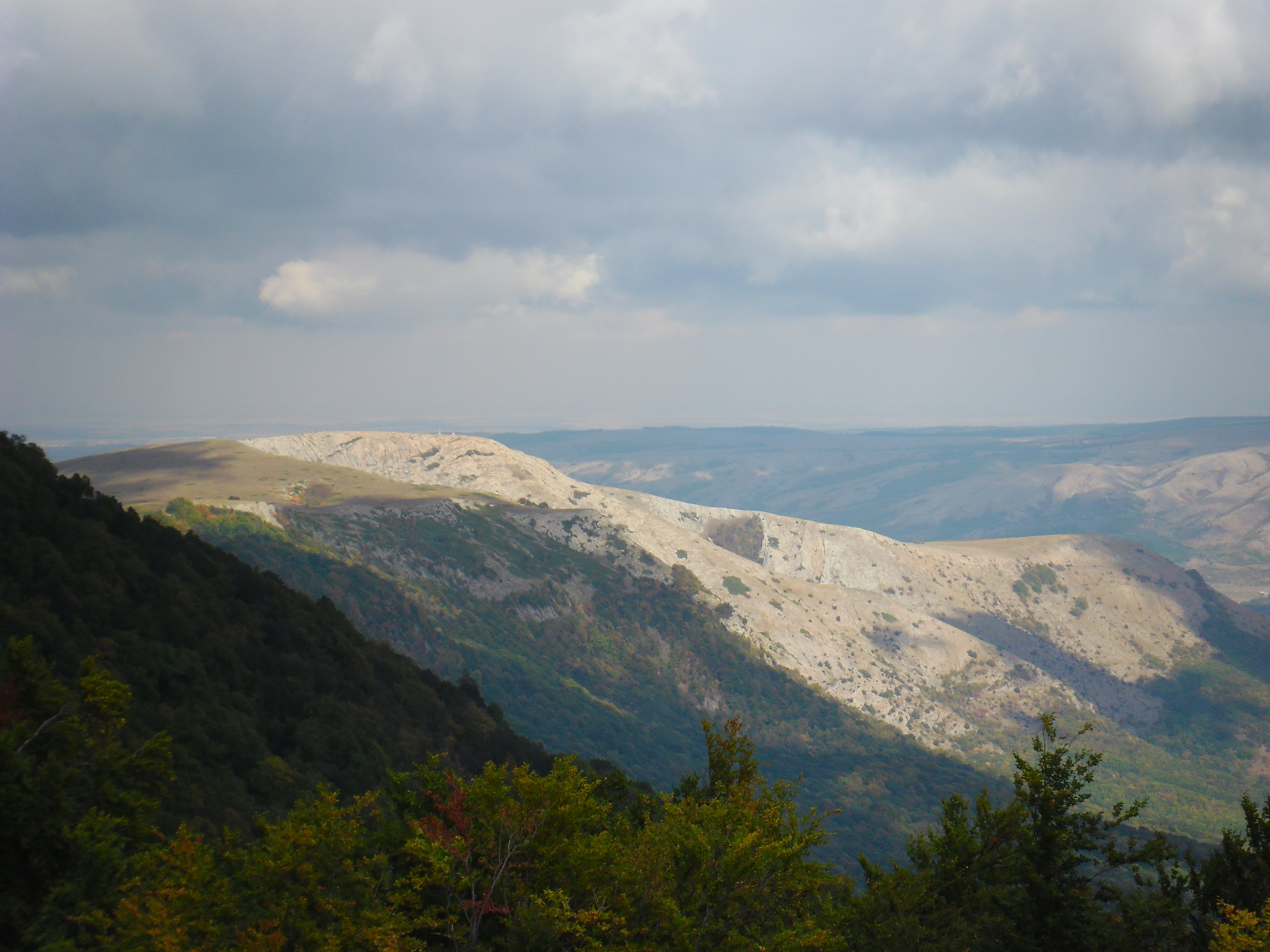
Східна частина нижнього плато Чатир-Дагу: гора Везіт-Хан (1107 м), Беш-Куба (1093 м), уступ Курт-Баїр (912 м).
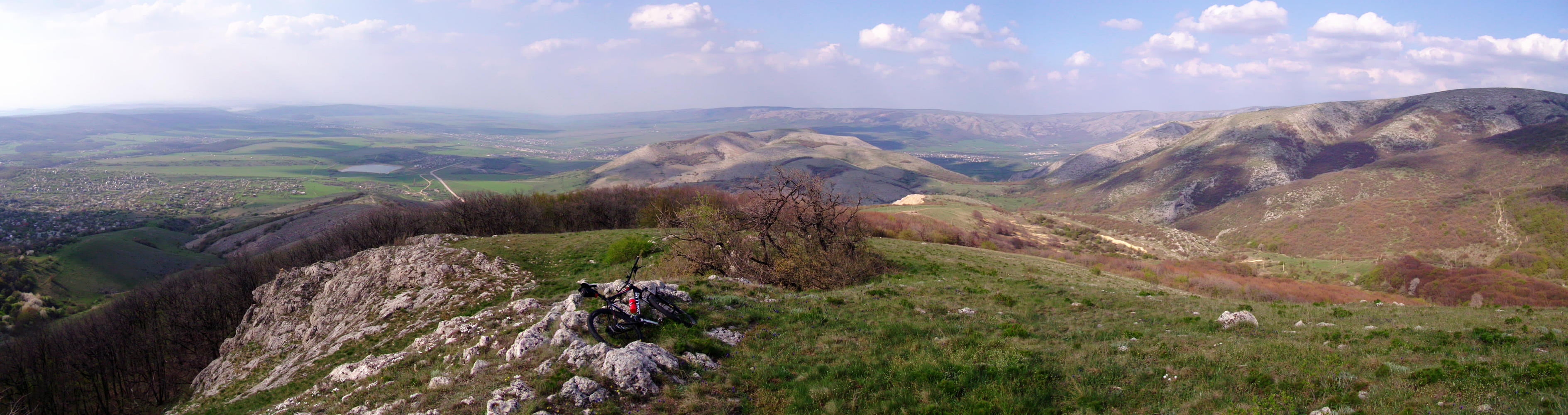
Гора Токмак-Кая (Toqmaq Qaya) у північно-східній частині масиву Чатирдаг, неподалік Мармурових печер і села Мраморне.

### Корисні посилання
- карта Криму online [Архівовано 21 лютого 2020 у Wayback Machine.]
- топографічна карта Криму online
- Нижнє плато Чатирдагу [Архівовано 8 травня 2016 у Wayback Machine.]